# 管道 (Unix)

文字終端機上一個包含三個程式的管道

在类Unix操作系统（以及一些其他借用了这个设计的操作系统，如Windows）中，管道（英語：Pipeline）是一系列将标准输入输出链接起来的进程，其中每一个进程的输出被直接作为下一个进程的输入。 每一个链接都由匿名管道实现。管道中的组成元素也被称作过滤程序。
这个概念是由道格拉斯·麥克羅伊为Unix 命令行发明的，因与物理上的管道相似而得名。

## 例子

### 简单样例
```
ls
 
-l
 
|
 
less

```

在这个例子中，ls用于在Unix下列出目录内容，less是一个有搜索功能的交互式的文本分页器。这个管线使得用户可以在列出的目录内容比屏幕长时目录上下翻页。
以less結束的管道（或more，這是個相似的分頁工具）是最常被使用的。這讓使用者可以閱覽尚未顯示的大量文字（受可用緩存限制，控制台的屏幕大小、屏幕缓存大小往往有限，不足以一次先输出所有输出内容，也不能自由滚动内容），若少了這工具則這些文字將會捲過終端機而無法閱讀到。換句話說，他们将程序员从为自己的软件开发分页器的负担中解放了出来：他们只需要把他们的输出用过“管道”导入到less程序中即可，甚至也可以完全不顾分页问题，去假定他们的用户会在需要将输出分页的时候自己去这样做。

### 复杂样例
以下是一個管線的範例，執行由一URL標示的全球資訊網資源的一種拼寫檢查器。之後是關於這個其作用的說明。注意「\」是用來把這六行轉為一個命令列。
```
curl
 
"https://en.wikipedia.org/wiki/Pipeline_(Unix)"
 
|
 
\

sed
 
's/[^a-zA-Z ]/ /g'
 
|
 
\

tr
 
'A-Z '
 
'a-z\n'
 
|
 
\

grep
 
'[a-z]'
 
|
 
\

sort
 
-u
 
|
 
\

comm
 
-23
 
-
 
/usr/share/dict/words
 
|
 
\

less

```

1. curl 取得該網頁的HTML內容（在有些系統上可以使用wget）。
2. sed 移除非空格的字元和網頁內容的字母，並以空格取代之。
3. tr 把大寫字母改成小寫字母，並把行列裡的空格換成新行（每個詞現在各占有獨立的一行）。
4. grep 过滤得到那些至少有一个小写字母的行（删除空行）。
5. sort（英语：Sort_(Unix)） 将“单词”（也就是每一个行）按照字母顺序排序，并且通过命令行的-u参数来删除重复的行。
6. comm（英语：comm） 查找两个文件中的共同行，-23过滤掉只有第二个文件拥有的行、两个文件共有的行，仅仅留下只在第一个文件中有的行。在文件名的位置上的-参数表示要求comm使用标准输入（在这个例子里，他的标准输入来自于管道上游的标准输出）作为输入，而不是以普通文件作为输入。最终得到一串没有出现在/usr/share/dict/words之中的“单词”（也就是一行）。
7. less 允许用户翻页浏览结果。

这个特殊的“|”字符告诉命令行解释器（Shell）将前一个命令的输出通过“管道”导入到接下来的一行命令作为输入。也就是说，curl命令的输出被作为sed命令的输入，后面的命令也是这样。

## 命令行界面中的管线
所有广泛应用于UNIX和Windows中的shell程序都有特殊的语法构建管线。典型语法是使用ASCII中的垂直线“|”（正是由于这个原因，这个符号常被称为管道符）。当出现这样的语法时shell会启动各个进程，并调整各个进程的标准流之间的连接（还包括安排一些缓存）。

### 错误流
通常，管线中的进程的标准错误流("stderr")不会通过管道传输；它们被合并输出到控制台。然而，很多Shell提供一些扩充的语法去改变这一行为。比如在csh Shell和bash中，使用“|&”代替“|”来表示错误流也需要被合并进入标准输出，并传递给下一个进程。Bourne shell也可以合并错误流，通过 2>&1 也可以将错误流重定向到一个不同的文件。

### Pipemill
在一些常用的简单管线中，shell仅仅只是用管道来连接每个子进程，然后在子进程中执行外部命令。因此shell本身没有通过管线来处理数据。
然而，shell也有可能直接处理管线数据。构建这样的语法像这样：
```
command
 
|
 
while
 
read
 
var1
 
var2
 
...
;
 
do

   
# process each line, using variables as parsed into $var1, $var2, etc

   
# (note that this is a subshell: var1, var2 etc will not be available

   
# after the while loop terminates)

   
done

```

... 这样的语法叫 "pipemill" 。

## 在程序中创造管道

### 匿名管道
使用C语言在UNIX中使用pipe(2)系统调用时，这个函数会让系统构建一个匿名管道，这样在进程中就打开了两个新的，打开的文件描述符：一个只读端和一个只写端。管道的两端是两个普通的，匿名的文件描述符，这就让其他进程无法连接该管道。
为了避免死锁并利用进程的并行运行的好处，有一个或多个管道的UNIX进程通常会调用fork(2)产生新进程。并且每个子进程在开始读或写管道之前都会关掉不会用到的管道端。或者进程会产生一个子线程并使用管道来让线程进行数据交换。
实现代码：
```
 

#include
 
<sys/wait.h>

#include
 
<stdio.h>

#include
 
<stdlib.h>

#include
 
<unistd.h>

#include
 
<string.h>

int

main
(
int
 
argc
,
 
char
 
*
argv
[])

{

  
int
 
pipefd
[
2
];

  
pid_t
 
cpid
;

  
char
 
buf
;

  
if
 
(
argc
 
!=
 
2
)
 
{

    
fprintf
(
stderr
,
 
"Usage: %s <string>
\n
"
,
 
argv
[
0
]);

    
exit
(
EXIT_FAILURE
);

  
}

  
if
 
(
pipe
(
pipefd
)
 
==
 
-1
)
 
{

    
perror
(
"pipe"
);

    
exit
(
EXIT_FAILURE
);

  
}

  
cpid
 
=
 
fork
();

  
if
 
(
cpid
 
==
 
-1
)
 
{

    
perror
(
"fork"
);

    
exit
(
EXIT_FAILURE
);

  
}

  
if
 
(
cpid
 
==
 
0
)
 
{
    
/* Child reads from pipe */

    
close
(
pipefd
[
1
]);
          
/* Close unused write end */

    
while
 
(
read
(
pipefd
[
0
],
 
&
buf
,
 
1
)
 
>
 
0
)

      
write
(
STDOUT_FILENO
,
 
&
buf
,
 
1
);

    
write
(
STDOUT_FILENO
,
 
"
\n
"
,
 
1
);

    
close
(
pipefd
[
0
]);

    
_exit
(
EXIT_SUCCESS
);

  
}
 
else
 
{
            
/* Parent writes argv[1] to pipe */

    
close
(
pipefd
[
0
]);
          
/* Close unused read end */

    
write
(
pipefd
[
1
],
 
argv
[
1
],
 
strlen
(
argv
[
1
]));

    
close
(
pipefd
[
1
]);
          
/* Reader will see EOF */

    
wait
(
NULL
);
                
/* Wait for child */

    
exit
(
EXIT_SUCCESS
);

  
}

}

```

### 具名管道
具名管道可以通过调用mkfifo(2)或mknod(2)来构建，当被调用时表现为输入或输出的文件。这样可以允许建立多个管道，并且将其同标准错误重定向或tee结合起来使用更为有效。
实现代码：
```
#include
 
<stdio.h>

#include
 
<stdlib.h>

#include
 
<string.h>

#include
 
<sys/types.h>
 

#include
 
<sys/stat.h>
 

#include
 
<fcntl.h>

#include
 
<unistd.h>

int
 
main
(
int
 
argc
,
 
char
 
*
argv
[])
 
{

  
char
 
filename
[]
 
=
 
"test_fifo"
;

  
if
 
(
!
mkfifo
(
filename
,
S_IRUSR
 
|
 
S_IWUSR
|
 
S_IRGRP
|
S_IWGRP
)){

    
pid_t
 
pid
 
=
 
fork
();

    
if
 
(
pid
 
==
 
0
){
	
//child

      
int
 
fd
 
=
 
open
(
filename
,
 
O_WRONLY
);

      
if
 
(
fd
 
<
 
0
)

	
perror
(
"child open()"
);

      
else
{

	
if
 
(
strlen
(
argv
[
1
])
 
!=
 
write
(
fd
,
 
argv
[
1
],
 
strlen
(
argv
[
1
])))

	  
perror
(
"child write error"
);

	
else

	  
close
(
fd
);

      
}

    
}

    
else
 
if
 
(
pid
 
>
 
0
){
	
//father

      
int
 
fd
 
=
 
open
(
filename
,
 
O_RDONLY
);

      
if
 
(
fd
 
<
 
0
)

	
perror
(
"father open()"
);

      
else
{

	
char
 
buffer
[
200
];

	
int
 
readed
 
=
 
read
(
fd
,
 
buffer
,
 
199
);

	
close
(
fd
);

	
buffer
[
readed
]
 
=
 
'\0'
;

	
printf
(
"%s
\n
"
,
buffer
);

      
}

    
}

    
else

      
perror
(
"fork()"
);

  
}

  
else

    
perror
(
"mkfifo() error:"
);

}

```

以上代码在编译后运行时给出一个参数，子进程会将该参数内容写入管道（该管道在当前目录下，文件名为“test_fifo”），父进程从管道中读取内容并显示出来

## 实现
在大多数类UNIX操作系统中，管线上的所有进程同时启动，输入输出流也已经被正确地连接，并且这些进程被调度程序所管理。最为重要的一点就是，所有的UNIX管道和其他管道实现不一样的地方就是缓存的概念：输出进程可能会以每秒5000 byte的速度输出，但是接收进程也许每秒只能接收100 byte，但不会有数据丢失。原因就是管道上游的进程的所有输出都会被放入一个队列中。当下游进程开始接收数据时，操作系统就会将数据从队列传至接收进程，并将传完的数据从队列中移除。当缓存队列空间不足时，上游进程会被终止，直到接收进程读取数据为上游进程腾出空间。在Linux中，缓存队列的大小是65536 byte。

### 网络管线
根据Unix哲学——“一切都是文件”，netcat和socat这样的工具可以将管道连接到TCP/IP套接字。

## 歷史
管道的概念以及垂直线的记号(|)都是由道格拉斯·麥克羅伊发明的，他是早期命令行外壳的作者。他发现他常常将一个程序的输出作为另一个程序的输入，于是便发明了“管道。它的想法在1973年被实现，Ken Thompson将管道添加到了UNIX操作系统。这个点子最终被移植到了其他的操作系统，比如DOS、OS/2、Microsoft Windows和BeOS，而且常常使用相同的记号(垂直线)。
虽然管道概念是独立发展的，但是 Unix 管道相似于、也确实晚于由Ken Lochner在20世纪60年代为Dartmouth Time Sharing System开发的'communication files'。
在苹果Automator（类似管道一样将多个重复的命令链接起来）的那个机器人拿着一根管子的图标也是对于最初Unix管道概念的纪念。

### 其他作業系統
其他作業系統的這個特色源自於Unix，例如 Taos 和 MS-DOS，最終成為軟體工程的管道与过滤器设计模式。

## 引用
1. ↑  http://www.linfo.org/pipe.html （页面存档备份，存于） Pipes: A Brief Introduction by The Linux Information Project (LINFO)
2. ↑  .   [2010-08-14]. （原始内容存档于2021-02-25）.
3. ↑  .   [2010-08-14]. （原始内容存档于1999-02-20）.

- Sal Soghoian on MacBreak Episode 3 "Enter the Automatrix"